# ربوه، حمص
ربوه (به عربی: الربوة) یک روستا در سوریه است که در استان حمص واقع شده‌است. ربوه ۲٬۷۳۲ نفر جمعیت دارد.